# Magneuptychia murrayae
Espèce
Magneuptychia murrayae est une espèce d'insectes lépidoptères (papillons) de la famille des Nymphalidae, de la sous-famille des Satyrinae et du genre Magneuptychia.

## Dénomination
Magneuptychia murrayae a été décrit par l'entomologiste français Christian Brévignon en 2005.

## Description
Magneuptychia murrayae est un papillon au dessus marron foncé.
Le revers est de couleur marron à reflets violets avec une aire discale et postdiscale cuivrée et une ligne submarginale d'ocelles, plus discrets à l'aile antérieure que dans l'aire submarginale de l'aile postérieure où ils forment une ligne de six gros ocelles.

## Biologie
Il vole presque toute l'année et a été inventorié de mars à décembre.

## Écologie et distribution
Magneuptychia murrayae n'est présent qu'en Guyane.

### Biotope
Il réside en zone marécageuse de la forêt tropicale.

### Protection
Pas de statut de protection particulier.